# 八九式飛行艇
広廠 H2H 八九式飛行艇
- 分類：飛行艇
- 設計者：岡村純
- 製造者：広海軍工廠
- 運用者：大日本帝国海軍
- 初飛行：1934年2月
- 生産数：約17機
- 運用状況：退役

八九式飛行艇（はちきゅうしきひこうてい）は、大日本帝国海軍の飛行艇。略符号は「H2H」。

## 概要
1929年（昭和4年）、広海軍工廠（広廠）は一五式飛行艇に続いて八九式飛行艇の開発を開始。岡村純造兵少佐を主務設計者とし、1930年（昭和5年）秋に試作一号機が完成した。製造は広廠のほかに川西航空機と愛知時計電機航空機部が担当。製造数は約17機のみだが性能は良好で、上海事変や日中戦争初期に使用されたのちに練習機となった。なお、試作二号機は試験飛行中に空中火災を起こし、乗員脱出後に焼失している。
機体は一五式飛行艇の発展型となる双発の複葉機で、全木製だった一五式に対し、八九式は胴体は全金属製、主翼は金属製骨組みに羽布張りとなっている。このほか、エンジンの変更や武装の強化が行われている。また、設計にはイギリスから研究用に輸入されたスーパーマリン サザンプトン飛行艇が参考とされた。

## 諸元（量産型）
- 全長：16.25 m
- 全幅：22.12 m
- 全高：5.96 m
- 主翼面積：120.5 m2
- 自重：4,370 kg
- 全備重量：6,500 kg
- エンジン 広廠 九〇式 液冷W型12気筒（最大750 hp） × 2
- 最大速度：196 km/h
- 巡航速度：130 km/h
- 実用上昇限度：4,000 m
- 航続距離：1,638 km
- 武装：
7.7mm旋回機銃 × 4
250kg爆弾 × 2
- 乗員：7名